# Дејан Дракул
Дејан Дракул (Гацко, 23. мај 1988 — Бијељина, 27. мај 2014) био је босанскохерцеговачки фудбалер српског порекла. Био је висок 189 центиметра и играо је на позицији везног играча.
У својој каријери наступао је за клубове: ФК Младост Гацко, ФК Вележ Мостар, ФК Татран Прешов, ФК Слобода Тузла, ФК Жељезничар Сарајево, ФК Сутјеска Фоча и за репрезентацију Босне и Херцеговине до 21 године.

## Каријера

### Клупска
Као јуниор наступао је за екипу Младости у родном Гацку. Први професионални уговор потписује за Вележ из Мостара 2008. године да би већ у фебруару наредне године прешао у словачки фудбалски клуб Татран из Прешова за који потписује трогодишњи уговор. У клубу је остао само једну сезону у којој је забележио 14 наступа за екипу. У лето 2010. године враћа се у Босну и Херцеговину у којој је две сезоне за фудбалске клубове Слобода из Тузле и Жељезничар из Сарајева у Премијер лиги Босне и Херцеговине. За тим из Тузле је забележио укупно 13 наступа док је за тим из Сарајева само два. Године 2011. потписује за фудбалски клуб Сутјеска из Фоче у којој проводи једну сезону након које се, 2012. године, повлачи из професионалног фудбала.

### Репрезентативна
На репрезентативном нивоу, Дракул је наступао за репрезентацију Босне и Херцеговине до 21 године у којој је укупно забележио један наступ.

## Смрт
Дејан Дракул је преминуо 27. маја 2014. године у Бијељини, у болници, након дуге болести.